# 朗利 (伊利諾伊州)
朗利（英語：Langley）是位於美國伊利諾伊州比羅縣的一個非建制地區。該地的面積和人口皆未知。

## 地理
朗利的座標為41°22′00″N 89°41′17″W / 41.36667°N 89.68806°W，而該地的平均海拔高度為200米（即656英尺）。